# UTC+11:00
Giờ UTC+11 là múi giờ cho các nơi sau đây:

## Không có giờ tiết kiệm ánh sáng ngày
- Liên bang Micronesia
  - Kosrae,
  - Pohnpei, và vùng xung quanh
- New Caledonia
- Nga
  - Quần đảo Kuril*
  - Magadan Oblast*
  - Cộng hòa Sakha* (phần phía đông)
- Quần đảo Solomon
- Vanuatu

## Có giờ tiết kiệm ánh sáng ngày
- Úc(Giờ tiết kiệm ánh sáng ngày Đông Úc - Australian Eastern Daylight Time)
  - Lãnh thổ Thủ đô Úc**
  - New South Wales**
  - Tasmania** (nơi mà giờ tiết kiệm ánh sáng ngày bắt đầu vào cuối tuần đầu tiên của tháng 10 hơn là cuối tuần cuối cùng)
  - Victoria**